# Ель-Масмія
Ель-Масмія (англ. Al-Masmiyah, араб. المسمية) — поселення в Сирії, адміністративний центр невеличкої друзької общини в нохії Ель-Масмія, яка входить до складу мінтаки Ес-Санамейн в південній сирійській мухафазі Дар'а.
За переписом 2004 року в поселенні нараховувалося 262 домогосподарства в яких проживало 1498 осіб: 734 жінки та 764 чоловіків.